# Andreas Bäumler
Andreas Johann Bäumler (22 de novembro de 1962) é um microbiologista e imunologista alemão.

## Formação e carreira
Bäumler estudou microbiologia na Universidade de Tübingen, onde obteve um doutorado em 1992, com uma tese sobre o metabolismo do ferro da Escherichia coli e Yersinia enterocolitica. No pós-doutorado esteve na Oregon Health Science University de 1992 a 1995. A partir de 1996 foi professor assistente na Universidade A&M do Texas, onde se tornou professor associado em 2001, e a partir de 2005 foi professor de microbiologia e imunologia na Universidade da Califórnia em Davis.
Em 2010 tornou-se fellow da American Academy of Microbiology e em 2020 membro da Academia Leopoldina. Em 2021 ele e Yasmine Belkaid receberam o Prêmio Robert Koch por trabalhos sobre a importância da microflora para o sistema imunológico humano.
Em 2017 foi o editor principal do periódico Infection and Immunity.